# 1-й Полевой переулок
Пе́рвый Полево́й переу́лок — переулок, расположенный в Восточном административном округе города Москвы на территории района Сокольники.

## История
Переулок получил своё название в конце XIX века по расположению на территории Сокольнического поля.

## Расположение
1-й Полевой переулок проходит от Богородского шоссе на юго-восток, пересекает улицу Олений Вал, с северо-востока к нему примыкает Егерская улица, затем с запада к нему примыкает 4-й Полевой переулок, 1-й Полевой переулок пересекает Большую Остроумовскую улицу, отклоняется южнее и проходит до улицы Стромынки.

## Примечательные здания и сооружения
По нечётной стороне:
По чётной стороне:

## Транспорт

### Наземный транспорт
По 1-му Полевому переулку не проходят маршруты наземного общественного транспорта. У северо-западного конца переулка, на Богородском шоссе, расположена остановка «ПКиО „Сокольники“» автобусного маршрута № 75, у юго-восточного, на улице Стромынке, — остановка «Бабаевская улица» автобусных маршрутов № т14, т32, т41, 78, 265, 716, западнее переулка расположено трамвайное кольцо «Сокольническая застава» с одноимённой остановкой трамвайных маршрутов № 4л, 4пр, которая также является конечной для трамвайных маршрутов № Б, 25, 45.

### Метро
- Станция метро «Сокольники» Сокольнической линии и «Сокольники» Большой кольцевой линии (соединены переходом) — юго-западнее переулка, на Сокольнической площади.